# Pavlína Bačová
Pavlína Bačová (* 23. června 2001 Vícenice) je česká florbalistka, reprezentantka a mistryně Česka. V české nejvyšší soutěži hraje od roku 2019.

## Život
Již od dětství se věnuje sportům – florbal, basketbal a plavání. U florbalu i přes počáteční odpor našla zálibu a nadále v něm pokračuje.

## Klubová kariéra
V roce 2012 začínala v Moravských Budějovicích v klubu SK JeMoBu, při tomto působení byla na hostování v TJ Znojmo. O čtyři roky později přestoupila do Bulldogs Brno. Za Brno nastoupila v sezóně 2018/2019 poprvé do 1. ligy žen a s týmem postoupila do Extraligy. V sezóně 2019/2020 byla druhou nejproduktivnější hráčkou týmu.
Od roku 2020 působí v FBC Ostrava. V sezóně 2021/2022 získala s týmem první klubový mistrovský titul po porážce Chodova v superfinále. Na následném Poháru mistrů přispěla rozhodujícím gólem k zisku bronzové medaile. Branku vstřelila i v prohraném superfinále v sezóně 2022/2023.

## Reprezentační kariéra
Bačová poprvé hrála s ženskou reprezentací na Euro Floorball Tour v roce 2018, kde vybojovaly třetí místo. To se povedlo i v roce 2021.
Na juniorském světovém šampionátu 2020 získala bronzovou medaili. S ženskou reprezentací se zúčastnila mistrovství světa v roce 2021, kde skončily v semifinále proti Finsku.
| Umístění         | Soutěž                                           |
| ---------------- | ------------------------------------------------ |
| Bronzová medaile | Mistrovství světa ve florbale žen do 19 let 2020 |
| 4.               | Mistrovství světa ve florbale žen 2021           |